# Пітер Брейгель Молодший
Пітер Брейгель Молодший (нід. Pieter Bruegel de Jonge, МФА: [pitər brøːɣəl] 1564/65 Брюссель — 1637/1638 Антверпен, прізвисько — «Пекельний») — нідерландський (фламандський) живописець.

## Біографія
Пітер Брейгель Молодший — один з найвідоміших фламандських художників. Походив із родини Брейгелів. Народився в Брюсселі в 1564 або 1565 році. Мав прізвисько «Пекельний» завдяки своєму захопленню на перших етапах творчості зображенню картин Страшного суду. Пітер Брейгель Молодший був сином найвідомішого Брейгеля — Пітера Брейгеля Старшого, який помер, коли сину було 4 роки. Братом Пітера був не менш відомий художник Ян Брейгель Старший (Оксамитовий). Після смерті матері в 1578 році діти художника Пітер, Ян і Марі виховувалися бабусею.

## Творчість
Перші картини художника стали копіями творів Брейгеля Старшого, а його майстерня стала головним центром з виготовлення цих копій робіт. За 50 років їх було виготовлено понад 1500. Пітер Брейгель Молодший не прагнув обдурити публіку і видати свої власні роботи за роботи свого батька. Хоча, звичайно, спокуса була. Причина — величезна різниця в ціні. Якщо роботи батька продавалися по 700 гульденів, то за копії можна було отримати від 10 до 70 гульденів, тобто в 10 разів менше. Пітер Брейгель підписував твори своїм ім'ям, ідентичним імені батька, і на більшості з них ставив рік виготовлення. Після смерті Пітера Брейгеля Старшого в сім'ї залишилися ескізи та картони — заготовки картин, гравюри, начерки батька. З них Брейгель Молодший і робив копії. Оригінали декількох робіт дісталися Яну Брейгелю, молодшому синові художника, деякі — вдові. Крім збережених заготовок, Пітер Брейгель Молодший міг бачити оригінали батька в антверпенських колекціонерів.
Завдяки цьому він виробив основну манеру письма, яка властива всім Брейгелям. Однак згодом з'являється власний стиль, який формував самостійно. У своїх творах він зображував сцени Страшного суду, демонів, жахи пекла, чаклунок, відьом і т. д. Згодом ці теми не були типовими у творчій манері, але прізвисько «Пекельний» так і закріпилося за його ім'ям. Пітер Брейгель Молодший став зображувати повсякденне життя селян — свята, весілля, бійки. В його стилі, сюжетах, образах прослідковувався також вплив й Ієроніма Босха. Одним з його учнів став уславлений художник Гонзалес Кокс.
Великий нідерландський, фламандський художник помер в 1637 (1638) році в Антверпені.

## Галерея

Роботи Пітера Брейгеля молодшого
«Сільське весілля»
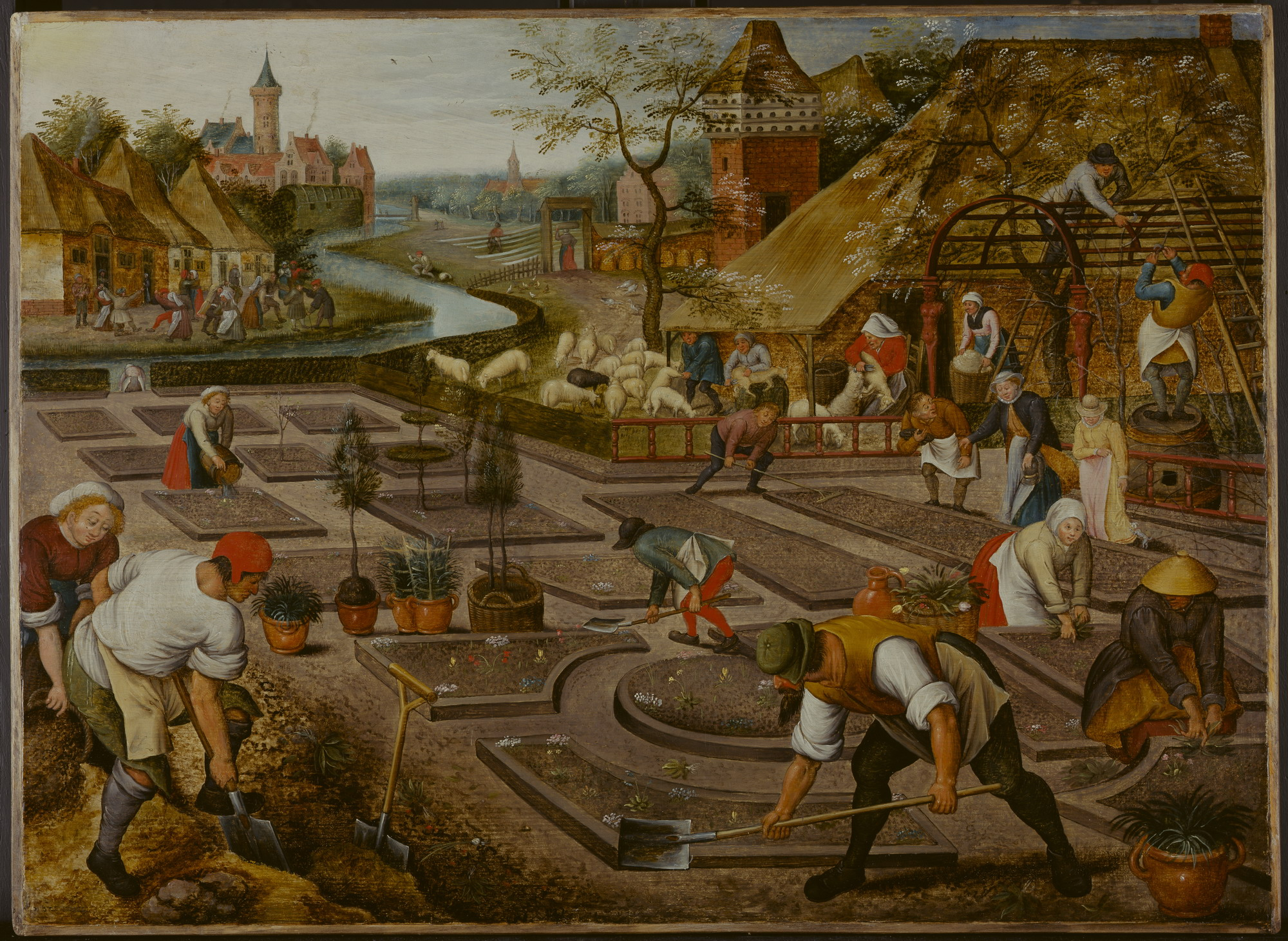
«Весна, робота в саду». 1600-05 Музей мистецтв Лілль
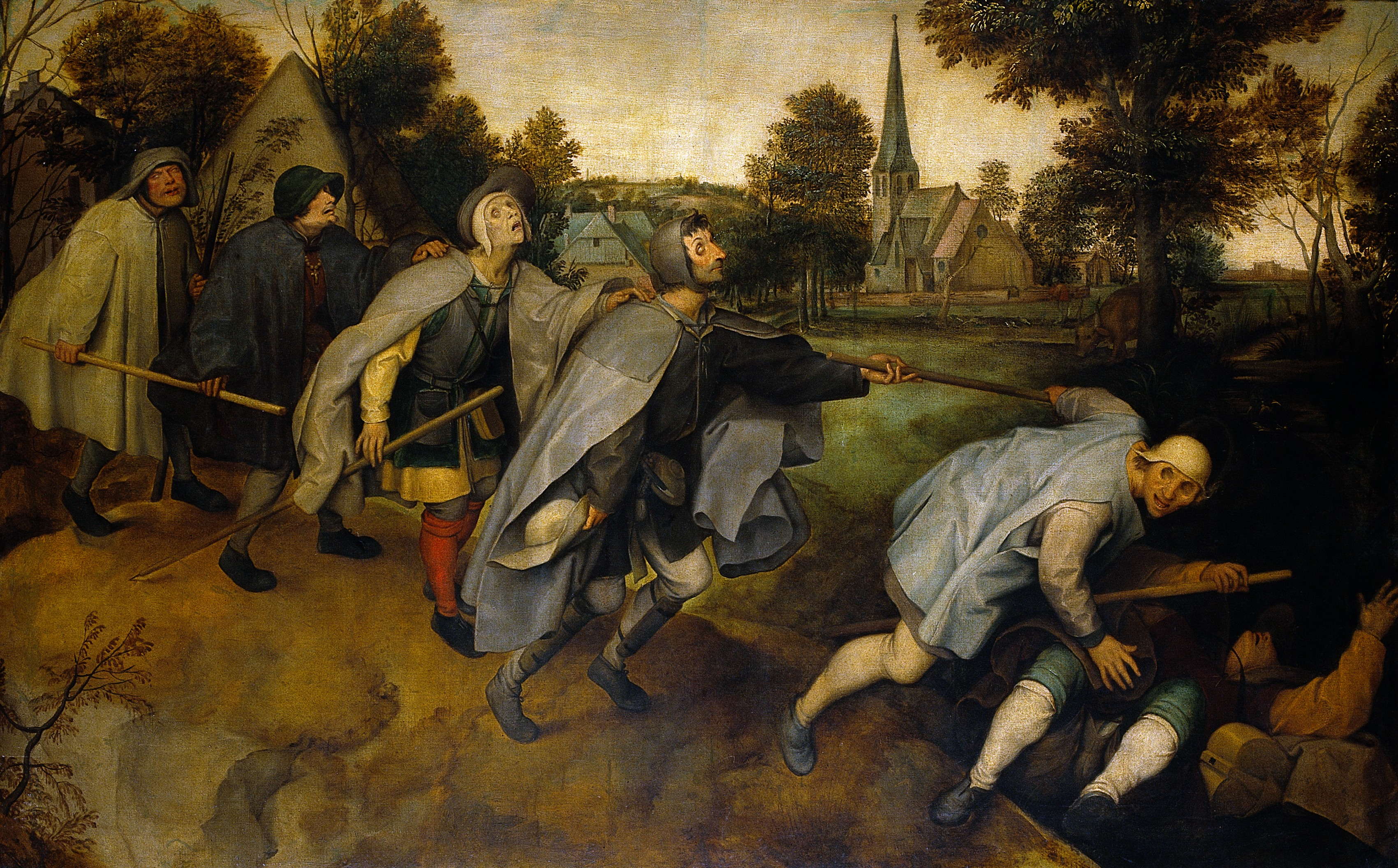
«Сліпі ведуть сліпих». близько 1600. Лувр